# ハーゼック城

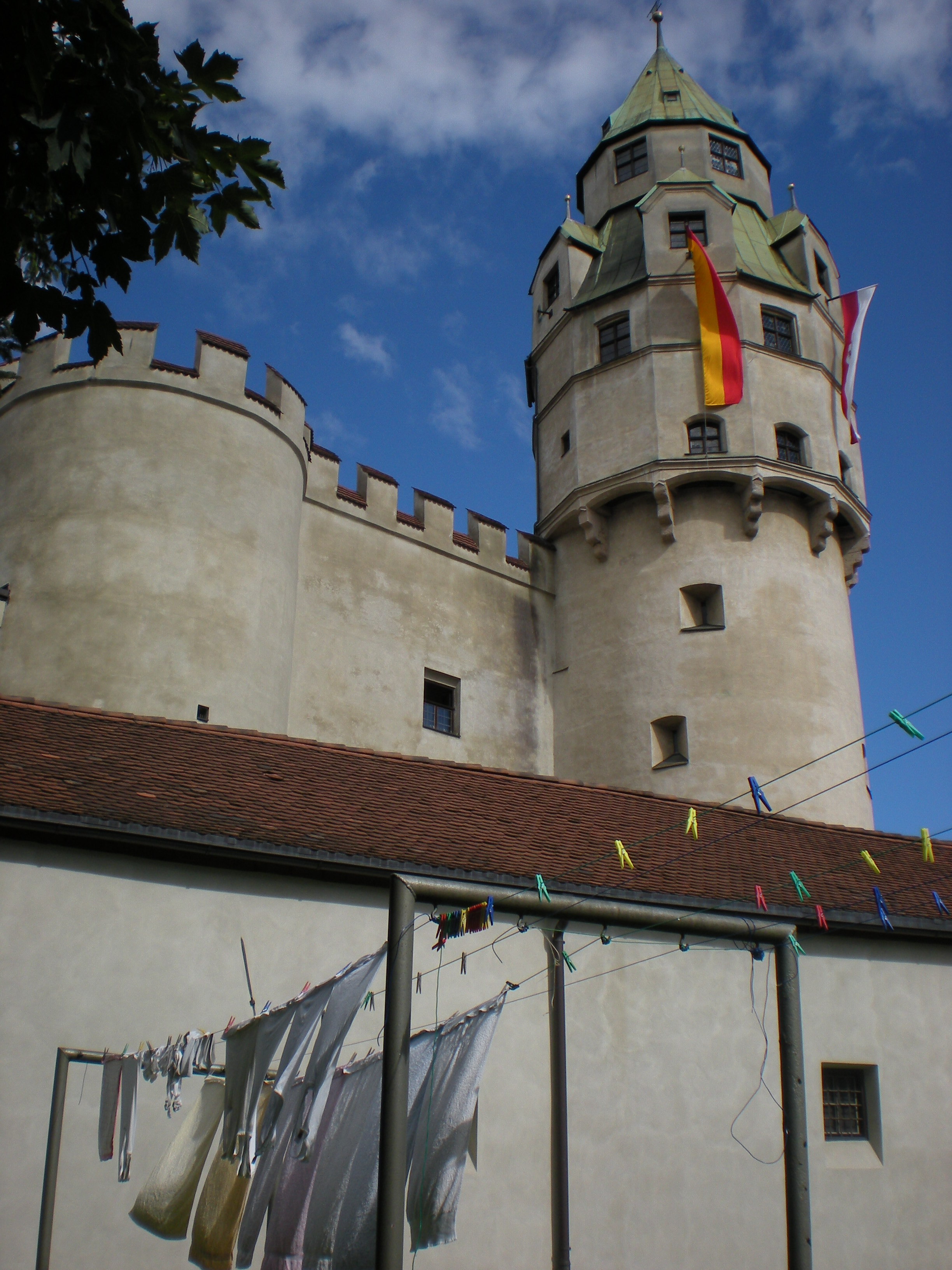
Münzerturm（ミュンツァートゥルム、造幣所の塔）

ハーゼック城（ドイツ語: Burg Hasegg）は、旧ローマ街道、河川舟運、イン川の徒渉点、塩を含む鉱泉と（井塩）製塩所を防衛・管理するために、1306年にオーストリア共和国チロル州ハル・イン・チロルに建てられた。1477年には造幣局が置かれ、ヨーロッパで主流となりアメリカのドルなどに名前を残すことになるターラー銀貨、それ以前の初の完全年号入り大型銀貨グルデングロッシェン銀貨を鋳造した場所である。現在は、貨幣の博物館となっており、昔の貨幣生産法を再現展示している。
現在は、オーストリア製塩所が所有し、自治体に貸与している。

## 歴史
もともと、市壁の一部であった。13世紀になると、塩化物泉を煮詰めて塩を生産する製塩所で発生する火災を早期に発見する必要性から、塩の塔（1296年の資料には Turm bei der Saline）と呼ばれる火の見櫓が置かれた。この場所が、塩を煮詰める塩釜が置かれた施設である プファンハウス の Eck （片隅）だったことから、Burg Hasegg (Haus am Eck、隅の家)と呼ばれるようになった。城自体は1306年に初めて言及されている。
1477年になるとオーストリア大公ジークムントにより、造幣局が置かれた。1480年、 1490年に要塞として増強された。1567年、オーストリア大公フェルディナント2世によって、Burg Sparbereggから造幣所としての機能を移設され、打ち抜き機による機械的な製造が行われるようになり、城伯（プレーガー）が造幣局長も務めた。
伝承によると、1494年に神聖ローマ皇帝マクシミリアン1世とビアンカ・マリア・スフォルツァがハーゼック城で結婚式を挙げた。また、マクシミリアン1世の命で、Georgskapelle（ゲオルクスカペル、聖ゲオルグ教会）が併設された。
1806年に、造幣局はナポレオンとの戦争（チロル蜂起）、銀資源の増加による価値の下落（価格革命）によって閉鎖した。その後は、倉庫や製塩作業者のアパートとして使われた。
1975年に、コインの博物館（Museum „Alte Münze“ ）として開業し、1976年インスブルックオリンピック記念硬貨を製造した。
2003年、Münze Hall と博物館の名称を変更し、企業の記念硬貨などの製造も行った。